# درمان با طبیعت

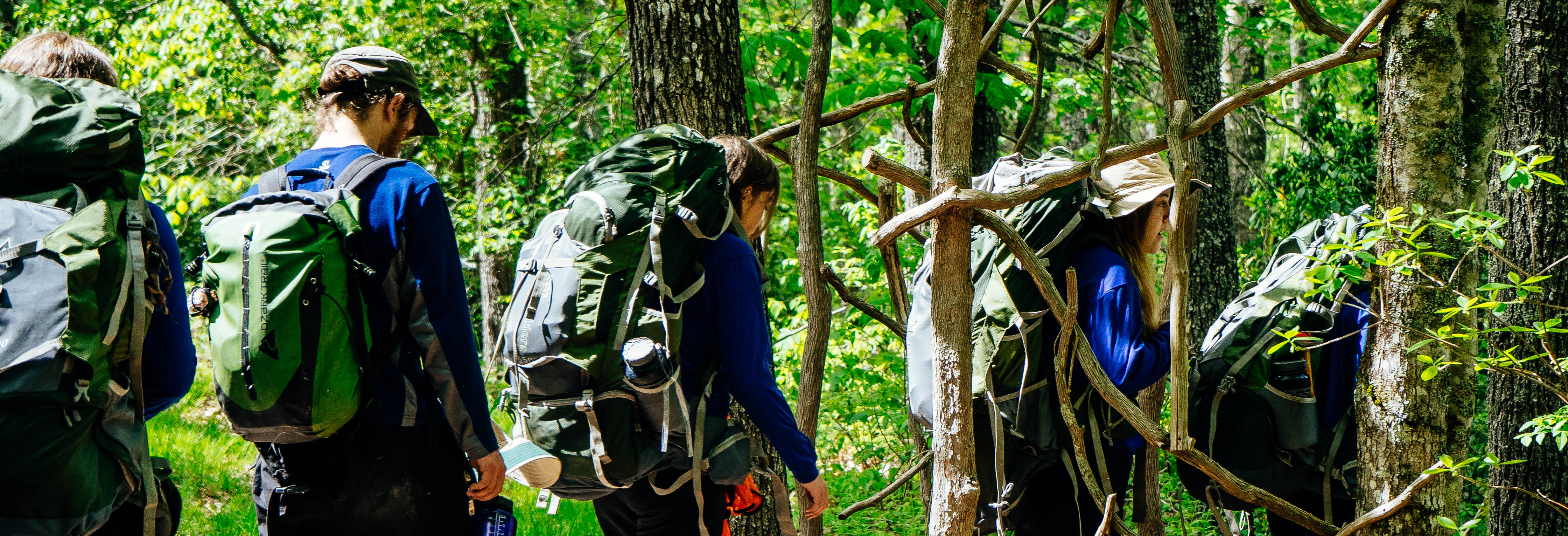
کوله‌پشتی‌ها در یک برنامه درمان با طبیعت

درمان با طبیعت یا درمان با طبیعت وحشی (به انگلیسی: Wilderness therapy)، که همچنین به عنوان مراقبت‌های بهداشتی رفتاری در فضای باز شناخته می‌شود، یک گزینه درمانی برای مسائل رفتاری، مواد و سلامت ذهنی در نوجوانان است. بیماران زمانی را در فضای باز با همسالان خود می‌گذرانند. بیشتر شرکت‌کنندگان به صورت غیرارادی شرکت می‌کنند. گزارش‌های سوء استفاده از این موضوع، همچنین مرگ و میر در طبیعت و نبود پژوهش کافی در مورد اثربخشی، سبب بحث و جدل‌هایی شده‌است.